# Adh-Dhahabí
Xams-ad-Din Abu-Abd-Al·lah Muhàmmad ibn Uthman ibn Qayyum ibn Abd-Al·lah at-Turkumaní al-Fariqí ad-Dimaixqí aix-Xafií adh-Dhahabí (àrab: شمس الدين أبو عبد الله محمد بن احمد بن عثمان بن قيوم الذهبي, Muḥammad b. Aḥmad b. Uṯmān b. Qayyūm Abū Abd Allāh Xams-ad-Dīn aḏ-Ḏahabī), més conegut simplement com a adh-Dhahabí (Damasc o Mayyafarikin, 4 o 6 d'octubre de 1274 - Damasc, 4 de febrer de 1348), fou un historiador i teòleg àrab sirià.

## Obres principals
- Tarikh al-Islam al-kabir, ‘Gran història de l'islam’, 36 volums
- Siyar a`lam al-nubala, ‘Vides de les figures nobiliàries’, 23 volums
- Tadhhib Tahdhib al-Kamal
- Al-Kashif fi Ma'rifa Man Lahu Riwaya fi al-Kutub al-Sitta (resum de l'anterior)
- Al-Mujarrad fi Asma' Rijal al-Kutub al-Sitta (resum del resum)
- Mukhtasar Kitab al-Wahm wa al-Iham li Ibn al-Qattan
- Mukhtasar Sunan al-Bayhaqi
- Mukhtasar al-Mustadrak li al-Hakim
- Al-Amsar Dhawat al-Athar (ciutats amb relíquies històriques)
- Al-Tajrid fi Asma' al-Sahaba
- Tadhkirat al-huffaz
- Al-Mu'in fi Tabaqat al-Muhaddithin
- Tabaqat al-Qurra
- Duwal al-Islam
- Al-Kaba'ir, ‘Les grandeses’, el llibre més difós.